# Жени
Жени (фр. Génis) насеље је и општина у југозападној Француској у региону Аквитанија, у департману Дордоња која припада префектури Периже.
По подацима из 2011. године у општини је живело 475 становника, а густина насељености је износила 18,33 становника/km². Општина се простире на површини од 25,92 km². Налази се на средњој надморској висини од 300 метара (максималној 373 m, а минималној 140 m).

## Демографија
| 1962. | 1968. | 1975. | 1982. | 1990. | 1999. | 2011. |
| ----- | ----- | ----- | ----- | ----- | ----- | ----- |
| 680   | 776   | 660   | 599   | 538   | 496   | 475   |

График промене броја становника у току последњих година